# Hubert Peeters
Hubert Peeters (Brugge, 26 februari 1919 - Ukkel, 7 april 2015) was een Belgisch arts en kunstverzamelaar.

## Levensloop
Peeters was de zoon van de arts Constant Peeters, die het laboratorium binnen het Sint-Janshospitaal in Brugge leidde, en van Maria Van Hoorenbeeck.
Hij doorliep de humaniora aan het Sint-Lodewijkscollege (retorica 1936) en promoveerde in 1943 tot doctor in de geneeskunde (klinische biologie) en tot baccalaureus in de wijsbegeerte aan de Katholieke Universiteit Leuven. Hij werd later lector aan zijn alma mater. Vanaf oktober 1936 tot in 1943 was hij lid van de studentenclub Moeder Brugse. Tijdens de oorlogsjaren gaf hij, samen met onder meer Jan Daelemans, sluikbladen uit.
Hij trouwde met Marie-Thérèse Lowagie en ze kregen zes dochters en een zoon, Paul Peeters, die priester werd en actief werd in Congo-Kinshasa. Bij zijn overlijden kon Hubert Peeters op het doodsbericht laten vermelden dat hij 36 kleinkinderen en 26 achterkleinkinderen had, gevestigd in Australië, België, Duitsland, Groot-Brittannië, Zuid-Afrika, Spanje en de Verenigde Staten.

## Sint-Janshospitaal
In 1956 volgde Peeters zijn vader op aan het hoofd van de laboratoria van het Sint-Janshospitaal. Onder zijn leiding namen deze laboratoria een aanzienlijke vlucht.
Peeters kreeg toen ook politieke ambities. Hij stelde zich kandidaat op de CVP-lijst voor de gemeenteraadsverkiezingen in 1958. Hij had zich nochtans misrekend over de populariteit die een bekende arts bij de kiezer mocht verwachten. Hij werd niet verkozen en dit betekende het einde van zijn politieke ambities.
De uitbreiding van de laboratoria had niet alleen tot gevolg dat het ziekenhuis er wat betreft inkomsten beter van werd, maar dat ook het hoofd van het laboratorium er een aanzienlijk stijgend inkomen aan overhield. Begin de jaren zeventig werd meer en meer druk op Peeters uitgeoefend, waardoor hij gedeelten van zijn wedde moest laten vallen ten voordele van het hospitaal. Rond 1977 werd de druk steeds groter en beïnvloedde ze zijn beslissing om het Sint-Janshospitaal te verlaten, uit Brugge weg te trekken en in Brussel bij een van de grote privélaboratoria aan de slag te gaan.

## Brusselse laboratoria
Na zijn verhuis naar Brussel (hij vestigde zich in de gemeente Linkebeek in de Zennevallei), begon Peeters aan een nieuwe carrière. Hij werd directeur-bestuurder van het Institute for Medical Biology in Brussel (tot in 1988). Van daar uit onderhield hij zijn wereldwijde contacten en kon hij verder het jaarlijkse specialistencolloquium Protides of the Biological Fluids organiseren, dat voortaan in Brussel plaatsvond.

## Simon Stevininstituut
Teneinde het eigen biologisch onderzoek te kunnen uitbreiden, stichtte Peeters met de steun van het Sint-Janshospitaal en van de stad Brugge rond 1960 een afzonderlijk onderzoekslaboratorium, onder de naam Simon Stevin Instituut. Hij besteedde hieraan heel wat van de inkomsten die hij beroepshalve verwierf.
Na een aantal jaren binnen de muren van het Sint-Janshospitaal te hebben gewerkt, kreeg het instituut een stadsgebouw aangeboden in de Jeruzalemstraat. Er werkten weldra enkele tientallen ingenieurs en laboranten. De tweede in bevel van het instituut was professor Vic Blaton.
De breuk tussen Peeters en het nieuwe bestuur van de stad Brugge, betekende in 1977 de sluiting van het instituut. Het stadsbestuur wilde de (nochtans relatief bescheiden) waarborgstelling vanwege de stad niet meer honoreren en dit betekende een definitieve breuk.

## Eiwittenonderzoek
Vanaf 1953 organiseerde Peeters elk jaar een wetenschappelijk colloquium in Brugge, onder de titel 'Protides of the Biological Fluids'. De 'acta' werden telkens in boekvorm gepubliceerd, eerst bij Elsevier Publishing, later bij Pergamon Press in Londen.
De jaarlijkse bijeenkomst bracht talrijke specialisten samen, onder wie ook Nobelprijswinnaars. De organisatie berustte bij een internationaal comité van bekende klinisch biologen.
Het werd een jaarlijkse samenkomst van specialisten die zich binnen de moleculaire biologie met het lichaamsvocht onder al zijn aspecten bezighielden, en de uitgevoerde studies (en vooruitgang) toetsten en bekendmaakten. Het was meteen de gelegenheid om de resultaten mee te delen van de onderzoeken die werden uitgevoerd in het Simon Stevin Instituut.
Ook na zijn vertrek uit Brugge bleef Peeters het jaarlijks congres organiseren en bracht hij zijn beroepsgenoten nog tot begin jaren negentig samen in het Sheraton Hotel in Brussel.

## Kunstverzamelaar: popart
Van zijn vader had Hubert Peeters een verzameling kunstwerken geërfd, voornamelijk uit de Vlaamse expressionistische school.
Begin jaren zestig verkocht hij deze collectie en samen met zijn echtgenote werd hij een van de vroegste en belangrijke collectioneurs van popart in Europa. In de eerste plaats kocht hij in New York rechtstreeks bij de kunstenaars: Andy Warhol, Robert Rauschenberg, George Segal, Roy Lichtenstein, Jim Dine, Claes Oldenburg, Robert Indiana, Tom Wesselmann, James Rosenquist enz. Als hij in New York aankopen ging doen, kwam hij meestal met een gevulde container terug. Bij de Belgische kunstenaars was het vooral Marcel Broodthaers die zijn belangstelling had. Zijn ruime woning werd een museum, gewijd aan popart en een verzamelplek voor allen die zich voor deze kunstvorm interesseerden.
Na verloop van tijd kon Peeters vaststellen dat hij een van de belangrijkste popartverzamelingen bezat. Wat hij in de beginjaren van deze kunststroming tegen bescheiden prijzen had aangekocht, was stilaan een fortuin waard. Talrijke musea deden op hem beroep voor het uitlenen van werken of zelfs voor volledig aan zijn collectie gewijde tentoonstellingen.
Hij heeft aan zijn collectie geen permanent karakter verleend. Enerzijds overleed zijn vrouw, die een essentiële rol speelde in het tot stand komen van de verzameling. Anderzijds hield hij rekening met zijn talrijk nageslacht, hoofdreden waarom hij zich stilaan terugtrok uit de verzamelwereld en onderdelen van zijn verzameling onderhands verkocht of liet veilen.

## Publicaties
- Peeters publiceerde talrijke werken gewijd aan lipoproteïnen, lipiden en elektroforese.
- Hij publiceerde ook talrijke bijdragen over plastische kunst, in gespecialiseerde tijdschriften.